# Julia von Voss
Julia von Voss, właściwie Julie Amalie Elisabeth von Voss, Gräfin von Ingenheim (ur. 24 lipca 1766 w Buch, zm. 25 marca 1789 tamże) – dama dworu za panowania Fryderyka II i małżonka jego następcy, Fryderyka Wilhelma II.

## Życiorys
Pochodziła ze starej meklemburskiej rodziny arystokratycznej. Jej ojcem był Fryderyk-Krystian von Voss, matką zaś Amalia Otylia, z domu von Vieregg. Rodzina od lat zamieszkiwała majątek Buch pod Berlinem. Księgi metrykalne z kościoła w Buch podają, że została ochrzczona jako Elisabeth Amalie von Voss. Imię „Julie” było powszechnie używane przez rodzinę i znajomych.
W 1783 roku, za pośrednictwem ciotki, stała się damą dworu królowej Elżbiety-Krystyny Pruskiej, małżonki Fryderyka Wielkiego. Tam szybko zainteresował się nią książę koronny i późniejszy król Fryderyk Wilhelm II. Rodzina od samego początku martwiła się coraz częstszymi spacerami i spotkaniami Julii z księciem koronnym, lecz pomimo interwencji jej ciotki i kilku poważnych rozmów w cztery oczy z Julią, para nie rozstała się.
Po długich negocjacjach obie strony (Król i rodzina Voss) uzgodniły, że zostanie zawarte morganatyczne małżeństwo. Ślub odbył się 25 lub 26 maja 1787 roku. Niedługo potem król nadał Julii nazwisko Ingenheim, wraz z tytułem hrabiowskim.
Ze związku małżeńskiego króla z hrabiną Ingenheim narodził się jeden syn, Gustaw Adolf Wilhelm von Ingenheim.
Wyjątkowo szczęśliwą atmosferę małżeństwa z miłości, przerwała ciężka choroba Julii (prawdopodobnie gruźlica), która zmarła 25 marca 1789. Załamany jej śmiercią król wyraził zgodę na pochowanie małżonki w kaplicy kościelnej Buch, gdzie spoczywali przodkowie rodu von Voss.